# Chico Machado (político)
Francisco Alves Machado Neto ou Chico Machado (Macaé, 10 de Dezembro de 1975), é um político brasileiro, atualmente em seu primeiro mandato de deputado estadual do Rio de Janeiro, pelo Solidariedade.
Sexto suplente do PMDB nas eleições de 2014, Chico Machado assumiu como deputado estadual também em agosto de 2017, no lugar de Gustavo Tutuca, que foi nomeado Secretário de Estado de Ciência e Tecnologia do Rio de Janeiro. Tutuca foi exonerado do cargo em Novembro do mesmo ano, reassumindo a cadeira de deputado estadual na ALERJ. Chico Machado elegeu-se deputado estadual do Rio de Janeiro, nas eleições de 2018, com 30.067 votos, pelo PSD. Foi reeleito em 2022 com 37.024 votos, dessa vez pelo Solidariedade.